# فریتس هوترمنس
 فریتس هوترمنس (انگلیسی: Fritz Houtermans؛ زاده ۲۲ ژانویهٔ ۱۹۰۳ درگذشته ۱ مارس ۱۹۶۶) یک فیزیک‌دان اهل آلمان بود.